# Świerczyna (powiat pabianicki)
Świerczyna – wieś w Polsce położona w województwie łódzkim, w powiecie pabianickim, w gminie Dłutów, przy trasie Pabianice – Wadlew.
W latach 1975–1998 miejscowość należała administracyjnie do województwa piotrkowskiego.
Do 1 stycznia 1998 roku należała do gminy Drużbice.